# Asphalt (1951)
Asphalt ist ein österreichisches Sittendrama aus dem Jahr 1951 von Harald Röbbeling. Die erst 18-jährige Johanna Matz spielte hier mit der Bar-Tänzerin Erika ihre zweite Filmrolle.

## Handlung
Der Film ist in fünf einzelne, voneinander unabhängige Episoden aufgeteilt, in denen von den Verlockungen und Gefährdungen der modernen Nachkriegsjugend im grauen Wien rund um das Jahr 1950 berichtet wird. Die Protagonisten der jeweiligen Episoden heißen Erika (Episode 1), Walter (Episode 2), Gabriele (Episode 3), Karl (Episode 4) und Helli (Episode 5). Asphalt beschreibt die Schicksale dieser fünf Jugendlichen, gestaltet nach Wiener Polizeiakten der ersten Nachkriegsjahre.

### Erste Episode
Der Teenager Erika tritt als Tänzerin in einer verkommenen Kaschemme auf, gerät dort in die Hände eines Kunden und endet schließlich in einem Kabuff voller Huren, in deren Gesichtern sie ihre eigene, rabenschwarze Zukunft sieht. Sie ergibt sich ihrem Schicksal und wird Prostituierte.

### Zweite Episode
Walter, fast noch ein halbes Kind, will Geld verdienen, um seine darbende Familie zu unterstützen, nachdem sein Vater verhaftet wurde. Er findet Arbeit bei einem  Fleischer, bestiehlt ihn und muss daraufhin fliehen. Er findet Obdach bei einem Hehler, der ihn in seine dunklen Machenschaften zieht und zu einem Einbruch mitnimmt.

### Dritte Episode
Die junge Studentin Gabriele wird ungewollt schwanger. Sie würde gern das Kind loswerden, aber ihr fehlt das Geld für eine (damals noch absolute illegale) Abtreibung. Um sich einer befürchteten Auseinandersetzung mit den engstirnigen und streng katholischen Eltern zu ersparen und aus Furcht vor der Schande, bringt sie sich um.

### Vierte Episode
Der behinderte, kränkelnde Junge Karl ist es leid, ständig Spott, Hohn, schlechte Behandlungen und alle weiteren Erniedrigungen zu ertragen. Eines Tages bringt ein Ereignis das Fass zum Überlaufen. Karl dreht durch und bringt im Affekt jemanden um.

### Fünfte Episode
Die noch minderjährige Helli ist ein, wie man in Wien sagen würde, „armes Hascherl“: Missbraucht und von allen ausgebeutet. Der Tiefpunkt ihres kleinen, bedeutungslosen Lebens ist erreicht, als der Mann der eigenen Mutter sie vergewaltigt. Helli zerbricht an dieser schrecklichen Erfahrung.

## Produktionsnotizen
Asphalt wurde am 19. Juni 1951 in Wien uraufgeführt. In Deutschland wurde der Streifen zu Jahresbeginn 1952 unter dem Titel Die Minderjährigen gezeigt. Am 6. Februar 1959 wurde eine von Richard Lubowski überarbeitete Fassung, „Minderjährige klagen an“, erneut in die deutschen Kinos gebracht. Im Jahre 2004 erschien Asphalt in Österreich als DVD.
Der Film zeichnet sich dadurch aus, dass er ohne Filmbauten entstand und sein Flair ganz aus den grau-in-grau abgefilmten Straßen, Gassen und Hinterhöfen Wiens bezieht, die die eigentlichen Hauptrollen dieses veristischen Films spielen.

## Kritiken
Paimann’s Filmlisten fand, dass der Film „nur des Themas willen von Interesse“ sei.
Das Lexikon des Internationalen Films befand, der Film sei ein „Inhaltlich und formal mißlungener Versuch einer sozialkritischen Zeitstudie über Milieueinflüsse und Elternversagen; bisweilen unfreiwillig komisch.“
„Ungemein reizvoll gerade im klassischen Widerspruch, einerseits mahnende Erzählung von sittlichem Verfall und drohenden Verführungen zu sein, andererseits lustvoll energiegeladenes Dokument eines ungebändigten Lebenshungers“, urteilte der Programmankündiger der Viennale bei der Wiederaufführung im Herbst 2017.